# Stade Hamuta
Das Stade Hamuta ist ein Fußballstadion mit Leichtathletikanlage in Papeete auf Tahiti in Französisch-Polynesien. Es wird derzeit fast ausschließlich für Fußballspiele genutzt. Die Anlage bietet rund 10.000 Zuschauern Platz.